# جود كول
جود كول (بالإنجليزية: Jude Cole)‏ هو مغني ومغن مؤلف ومنتج أسطوانات أمريكي، ولد في 18 يونيو 1960 في كاربون كليف في الولايات المتحدة.

## وصلات خارجية
- الموقع الرسمي
- جود كول على موقع IMDb (الإنجليزية)
- جود كول على موقع ميوزك برينز (الإنجليزية)
- جود كول على موقع ديسكوغز (الإنجليزية)
- جود كول على موقع قاعدة بيانات الفيلم (الإنجليزية)